# گروه سای
گروه-سای (به انگلیسی:Psy-Group، مخفف سایکولوژی به معنی روانی) یک آژانس اطلاعاتی خصوصی سابق اسرائیل است. این آژانس پس از افشای این موضوع که تحت بررسی نوسط بازرس ویژه تحقیقات دادستان ویژه در ایالات متحده (۲۰۱۷–۲۰۱۹) رابرت مولر قرار دارد، بسته شد.

مدیر عامل گروه سای رویی برشتاین، سرهنگ سابق در نیروهای دفاعی اسرائیل بود.
این شرکت خدماتی نظیر مدیریت برداشت آنلاین، کمپین‌های نفوذ/دستکاری رسانه‌های اجتماعی، تحقیقات مخالفان، تله‌های عسل، و فعالیت‌های مخفیانه را برای مشتریان انجام می‌داد.

## تاریخچه

### کمبریج آنالیتیکا
جوئل زامل، مالک گروه سای، یادداشت تفاهمی را با کمبریج آنالیتیکا در ۱۴ دسامبر ۲۰۱۶ امضا کرد. الکساندر نیکس، مدیرعامل کمبریج آنالیتیکا، در یکی از افشاگری‌های کانال ۴، با تأیید این که مخالفان سیاسی را با رشوه و به دام انداختن جنسی به دام انداخته گفت: «ما از برخی شرکت‌های اسرائیلی استفاده می‌کنیم. . . که در جمع‌آوری اطلاعات بسیار مؤثر هستند.» وال استریت ژورنال تأیید کرد که به گروه سای اشاره کرده‌است.

### انتخابات ۲۰۱۶ آمریکا و کمپین ترامپ
طبق گزارش بلومبرگ، گروه سای خدمات خود را در طول انتخابات ۲۰۱۶ به سوپر پکها و سایر نهادها ارائه کرد. این خدمات «شامل نفوذ به مخاطبان هدف با پرسونای رسانه‌های اجتماعی و انتشار اطلاعات گمراه‌کننده از طریق وب‌سایت‌هایی بود که برای تقلید از پورتال‌های خبری طراحی شده بودند». این شرکت کمپین‌های اطلاعات نادرست ایجاد می‌کرد و از طریق نهادهای خبری جعلی تبلیغات پخش می‌کرد. گروه سای سندی تهیه کرد که نشان می‌داد اخبار جعلی چگونه به ترامپ در طول انتخابات کمک کرده‌است. این سند کارولینای شمالی را به عنوان یک مطالعه موردی از ایالتی نشان می‌دهد که با دستکاری رسانه‌های اجتماعی با استفاده از ایجاد «اخبار جعلی» و «وزوز» عقاید آن تغییر پیدا کرده‌است.
به گفته اعضای حزب جمهوری‌خواه، در سال ۲۰۱۶، ریک گیتس، معاون وقت کمپین ترامپ، در طرحی به نام «پروژه رُم» از جورج برنبام از گروه سای درخواست کمک کرد. اندکی پس از آن، گروه سای یک شرکت حقوقی مستقر در واشینگتن به نام Covington & Burling را برای بررسی حقوقی «پروژه رم» استخدام کرد. گزارش شده‌است که این پروژه شامل تلاش‌های متعددی با هدف کمک به کمپین دونالد ترامپ شامل تحقیقات مخالفان تا تولید شخصیت‌های آنلاین جعلی بود. جوئل زامل بعداً در سال ۲۰۱۶ با اریک ترامپ ملاقات کرد، اما مشخص نیست که آیا کمپین ترامپ تا به حال خدمات گروه سای را سفارش داده‌است یا خیر. وال استریت ژورنال مطالب تبلیغاتی گروه سای را که ظاهراً از این نشست منتشر شده بود، منتشر کرد. تعامل بین کمپین ترامپ و گروه سای بخشی از تحقیقات در مورد دخالت روسیه در انتخابات ریاست جمهوری ۲۰۱۶ آمریکا شد. مولر همچنین پرداخت پول به گروه سای از طریق قبرس را بررسی کرد. تحقیقات FBI در مورد تماس‌های جوئل زامل و تماس‌های کمپین ترامپ پس از بسته شدن تحقیقات بازرس ویژه مولر ادامه یافت.
نیویورک تایمز در ۱۹ می ۲۰۱۸ گزارش داد که دونالد ترامپ جونیور در ۳ اوت ۲۰۱۶ با امارات متحده عربی و واسطه سعودی جرج نادر، بنیانگذار بلک واتر اریک پرینس و جوئل زامل در برج ترامپ دیدار کرد. نادر به ترامپ جونیور گفته‌است که ولیعهد عربستان سعودی و امارات مشتاق کمک به پدرش برای پیروزی در انتخابات هستند و زامل یک کمپین دستکاری رسانه‌های اجتماعی راه اندازی کرد. طبق گزارش‌ها، ترامپ جونیور پاسخ مثبت داد و نادر متعاقباً جلسات مکرری با استیو بنن، مایکل فلین و جرد کوشنر داشت. تایمز گزارش داد که پرینس ملاقات اوت ۲۰۱۶ را ترتیب داده‌است. پرینس در شهادت خود در ۳۰ نوامبر ۲۰۱۷ در کمیته اطلاعات مجلس نمایندگان اظهار داشت که هیچ ارتباط یا تماس رسمی یا هیچ نقش غیررسمی با کمپین ترامپ نداشته‌است. پس از انتخاب ترامپ، نادر ۲ میلیون دلار به زامل پرداخت کرد. نادر در سال ۲۰۱۷، ۱۳ بار از کاخ سفید بازدید کرد تا با استیو بنن، استراتژیست ارشد و مدیر ستاد انتخاباتی ترامپ دیدار کند.
در فوریه ۲۰۱۸، مأموران اف‌بی‌آی که به مولر کمک می‌کردند به اسرائیل سفر کردند تا با کارمندان گروه سای مصاحبه کنند، شرکتی که جوئل زامل، بنیانگذار آن، عملیات روانی را برای کمپین ترامپ در سال ۲۰۱۶ انجام داد. دیلی بیست گزارش داد که مأموران در مورد ساختار مالی گروه سای، مالکیت آن و ارتباطات آن با تیم ترامپ در طول مبارزات انتخاباتی ۲۰۱۶ سؤال کردند. مولر همچنین سوابق پرداخت‌های انجام شده به حساب بانکی گروه PSY در قبرس را بررسی کرد.
در ۵ آوریل ۲۰۱۹، کمیته اطلاعات سنا نامه ای به والتر سوریانو، مالک USG Security Limited مستقر در بریتانیا و اسرائیل به دلیل ارتباطش با پال منفورت، مایکل فلین، گروه سای، ویکی استرت، اوربیس بیزنس اینتلیجنس و مکعب سیاه ارسال کرد. .

### مرکز پزشکی منطقه ای تولار
در سال ۲۰۱۶، گروه سای برای انجام یک کمپین مخفی برای حفظ پارمود کومار در هیئت مدیره مرکز پزشکی منطقه تولار، بیمارستانی در تولار، کالیفرنیا، استخدام شد. کمپین شکست خورد. کومار به همراه یورای بنزیوی، پزشک بیمارستان، در سال ۲۰۱۸ به طرح کلاهبرداری و اختلاس از بیمارستان متهم شدند.

### پروژه باترفلای (پروژه پروانه)
در فوریه ۲۰۱۶، گروه سای کمپینی را علیه فعالان بایکوت، سلب سرمایه و تحریم در دانشگاه‌های ایالات متحده آغاز کرد. گروه سای هرگونه «اطلاعات توهین آمیز» در مورد فعالان را از رسانه‌های اجتماعی و از منابع HUMINT جمع‌آوری کرد. (موساد اجازه ندارد از شهروندان آمریکایی جاسوسی کند، اما این در مورد گروه‌های خصوصی مانند گروه سای که از عوامل سابق موساد استفاده می‌کردند، صدق نمی‌کند)
گروه سای یک وب سایت منقرض شده به نام outlawbds.com را اداره می‌کرد که اطلاعاتی در مورد فعالان و رهبران جنبش بایکوت، عدم سرمایه‌گذاری و تحریم اسرائیل منتشر می‌کرد. افرادی که برای «پروژه باترفلای» کار می‌کردند عبارتند از یاکوف آمیدور مشاور امنیت ملی سابق اسرائیل و رام بن باراک معاون سابق مدیر موساد. بنیامین نتانیاهو، نخست‌وزیر اسرائیل نیز مشاور گروه سای برای این پروژه شد.
«پروژه پروانه» علاقه خاصی به افراد مرتبط با مسلمانان آمریکایی برای فلسطین از جمله بنیانگذار آن حاتم بازیان نشان داد.

### وست فیس کپیتال
کاتالیزور نبرد حقوقی چند جانبه و چند ساله بین دو شرکت سهامی خصوصی مستقر در تورنتو در کانادا -کاتالیست کپیتال گروپ و وست فیس کپیتال - خرید ویند موبایل (WIND Mobile)، یک ارائه‌دهنده بی‌سیم کانادایی استارتاپ توسط وست فیس در سپتامبر 2014 بود. طبق یک مقاله نشنال پست در سال ۲۰۱۷، کاتالیست و وست فیس «به شدت رقابتی هستند». در ژوئن ۲۰۱۴، یکی از تحلیلگران سابق کاتالیست، براندون مویز، توسط وست فیس استخدام شد. هر دو شرکت برای خرید ویند موبایل در سال ۲۰۱۴ پیشنهادهای رقابتی ارائه می‌کردند. کاتالیست ادعا کرد که مویس اطلاعات محرمانه ای را در اختیار وست یس قرار داده‌است که وست فیس را در مزیت قرار داده‌است و منجر به خرید ویندموبایل از شرکت ویمپلکام شده‌است. تا سال ۲۰۲۱، چهل طرف به‌طور مستقیم یا غیرمستقیم درگیر این دعاوی و دعوای متقابل بودند. وست فیس، شرکت ویند را به مبلغ ۳۰۰ میلیون دلار در سال ۲۰۱۴ خریداری کرد و آن را به قیمت ۱٫۶ میلیارد دلار در فوریه ۲۰۱۶ به شاو کامیونیکیشن فروخت.
در ژوئن ۲۰۱۶، کاتالیست شکایتی علیه ویمپلکام به مبلغ ۷۵۰ میلیون دلار به دلیل نقض قرارداد و علیه وست فیس به دلیل استفاده ادعایی از اطلاعات داخلی در خرید ویند موبایل تنظیم کرد. در تصمیم دادگاه عالی انتاریو در ۱۸ اوت ۲۰۱۶، قاضی فرانک نیوبولد علیه کاتالیست به نفع وست فیس رای داد. قاضی نیوبولد ادعاهای کاتالیست را به‌طور کامل رد کرد و رای داد که ادعاها علیه ویمپلکام و مویس بی اساس است. او همچنین گفت که مالک کاتالیست، نیوتن گلسمن، «تهاجمی»، «استدلال‌گر» و «به‌طور قابل ملاحظه‌ای دشوار» بود.در ۱۳ سپتامبر ۲۰۱۶ کاتالیست درخواست تجدید نظر ارائه کرد. در ۷ اکتبر ۲۰۲۱، قاضی نیوبولد رای به پرداخت ۱٬۲۳۹٬۹۶۵ دلار به وست فیس داد و گفت که گلسمن در حال بازی است زیرا فرصت به دست آوردن ویند را از دست داده‌است.
مقاله ای در ۱۰ اوت ۲۰۱۷ در وال‌استریت جورنال گفت که شکایت‌هایی علیه کاتالیست در کمیسیون اوراق بهادار انتاریو ثبت شده‌است. در ۱۱ آگوست ۲۰۱۷، کاتالیست ظاهراً ایمیلی از وینسنت هانا، نام یک شخصیت داستانی در فایل مخمصه (فیلم ۱۹۹۵) دریافت کرد، که در آن نویسنده گفت که مقاله وال استریت جورنال بخشی از یک توطئه علیه کاتالیست توسط گروهی به رهبری وست فیس بوده‌است. از بازرسان خصوصی استفاده می‌کرد.کالیدس کپیتال که سهامدار عمده آن کاتالیست است، گفت که این اتهامات نادرست است. کاتالیست در ۷ نوامبر ۲۰۱۷ علیه این دو خبرنگار شکایت کرد.
طبق اسناد دادگاه در ۲۶ و ۲۷ سپتامبر ۲۰۱۷، کاتالیست گروه سای و مکعب سیاه را استخدام کرد.
طبق مقاله نیویورک تایمز در ۲۸ ژانویه ۲۰۱۹، «پدیده جاسوسان خصوصی در سال ۲۰۱۷، زمانی که مکعب سیاه به ماجرای هاروی واینستین مرتبط شد، توجه گسترده‌ای را به خود جلب کرد. تایمز در مورد تعدادی از حوادث مربوط به مکعب سیاه و گروه سای، از جمله عملیات تیز و افترا علیه وست فیس گزارش داد.
وست فیس گفت که کمپین علیه آنها همچنین شامل بیانیه‌های مطبوعاتی توهین‌آمیز، پست‌های وبلاگ آنلاین، توییت‌ها و ویدئوهایی علیه وست فیس و مدیران آن بوده‌است، با استفاده از اطلاعات جمع‌آوری‌شده یا تولید شده توسط شرکت‌های اسرائیلی و روزن، با استفاده از نام مستعار "سامانتا بث"، " الکس واکر، «جردن براون» و «قاضی فرانک نیوبولد». 
بر اساس این شکایت، گروه سای- که ظاهراً عاملان پروژه کانادایی آن شامل امانوئل روزن، روزنامه‌نگار تلویزیونی سابق اسرائیلی می‌شد - با مکعب سیاه همکاری می‌کرد و مقالات و پست‌های توهین‌آمیز در رسانه‌های اجتماعی در مورد وست فیس منتشر می‌کرد و از تکنیک‌های پیچیده ماسک زدن برای مخفی کردن ردپای خود استفاده می‌کرد. . وست فیس زمانی از فعالیت‌های مکعب سیاه و گروه سای مطلع شد که کارمندانش تصویر استلا پن پچناک را در گزارش‌های خبری دربارهٔ اتهامات تجاوز و آزار علیه هاروی واینستین، غول هالیوود شناسایی کردند. پچناک یک کارمند مکعب سیاه بود که ظاهراً به عنوان یک فعال حقوق زنان ظاهر شد و در تلاش برای جمع‌آوری اطلاعات از طرف واینستین با بازیگر زن رز مک‌گوآن دوست شد. کارمندان وست فیس پچاناک را همان زنی تشخیص دادند که با آنها تماس گرفته بود.
گفته می‌شود که روزن با ویرجینیا جیمیسون، متخصص روابط عمومی مستقر در بروکلین، به منظور ایجاد «پوشش رسانه ای بسیار منفی» در مورد نیوبولد ۷۴ ساله، که در ژوئن ۲۰۱۷ از دادگاه عالی انتاریو بازنشسته بود، کار کرده‌است. در ۱۸ سپتامبر ۲۰۱۷، یک «معامل مکعب سیاه» که خود را به عنوان یک «مشتری بالقوه» معرفی کرد و خود را به عنوان مدیر اجرایی گروه ویکتوریوس مستقر در لندن-بریتانیا معرفی کرد، هوگو گابریل ساودرا رودریگز،ایمیلی برای گرفتن قرار ملاقات با نیوبولد در دفترش در تورنتو و بعد از ظهر همان شب در رستوران شیک تورنتو اسکاراموچی ارسال کرد. . نیوبولد به‌طور مخفیانه در دو جلسه ضبط شد و در جلسه دوم عکس گرفت. مأمور، «رودریگز»، «ظاهراً تلاش کرد [نیوبولد] را بیهوده وادار به اظهارات ضدیهودی کند». در ۲۱ سپتامبر، ویرجینیا جیمیسون، به کریستی بلاچفورد، روزنامه‌نگار کهنه‌کار نشنال پست، یک درایو فلش USB داد که حاوی عکس‌ها و ضبط‌های ظاهراً ویرایش شده دو ملاقات با نیوبولد بود. در ۲۵ سپتامبر، وکلای کاتالیست، برایان گرینسپن و دیوید مور در دادگاه به دنبال تعویق تجدیدنظر در ۲۶ سپتامبر بودند. بلاچفورد در گزارش اختصاصی خود در ۲۵ نوامبر ۲۰۱۷ در پست با عنوان «قاضی، نیش، مکعب سیاه و من»، گزارش داد که «بلک کیوب سعی کرده بود نیوبولد را از طرف شرکت گروه کپیتال کاتالیست ، یک شرکت خصوصی ۴٫۳ میلیارد دلاری به دام بیندازد. شرکت سهامی در تورنتو که توسط نیوتن گلسمن، که یهودی است، تأسیس شد. کاتالیست این اتهامات را رد کرد.
در ۲۱ فوریه ۲۰۱۸، دادگاه استیناف درخواست تجدیدنظر کاتالیست از تصمیم قاضی نیوبولد در مورد مویس را رد کرد. کاتالیست در نامه ای در ۱۹ مارس ۲۰۱۸ به سرمایه گذاران خود گفت که آنها شواهد جدیدی در پرونده خود علیه وست فیس دارند.
در هفته سوم در مارس ۲۰۲۱، کری باسبول، قاضی دادگاه عالی انتاریو، درخواست‌های کاتالیست و مکعب سیاه برای مهر و موم کردن سوابق برای محافظت از عوامل مخفی را رد کرد. جزئیات در سوابق به «بخشی از سابقه عمومی» تبدیل می‌شود. تا ۲۷ مارس، دعوای حقوقی بین کاتالیست و وست فیس ادامه یافت. اسناد دادگاه ادعا می‌کنند که گروه سای با مکعب سیاه در عملیاتی برای «بی اعتبار کردن وست فیس کپیتال» و «غیر مستقیم» بی‌اعتبار کردن نیوبولد کار کرده‌است. مکاتبات ایمیلی بین مأموران مکعب سیاه و گروه سای می‌گوید: «ما اساساً تلاش می‌کنیم ثابت کنیم که او یک نژادپرست، یک ضد یهود فاسد است و سعی می‌کنیم اطلاعاتی را پیدا کنیم که بتواند او را تا حد امکان منفی نشان دهد. " طبق مقاله ۲۶ مارس ۲۰۲۱ گلوب اند میل در مورد محاکمه دادگاه عالی انتاریو در مارس ۲۰۲۱ در کاتالیست در برابر وست فیس، که اسناد مربوطه را علنی کرد، گفته می‌شود که عواملی که برای گروه سای و مکعب سیاه مستقر در تل آویو، اسرائیل کار می‌کنند، "اعضای سابق نیروهای دفاعی اسرائیل و موساد، شاخه اطلاعاتی نیروهای دفاعی اسرائیل" هستند. " گلوب گزارش داد که در سال ۲۰۱۷، کاتالیست تامارا گلوبال، یک شرکت امنیتی را برای آماده‌سازی برای تجدیدنظرخواهی از تصمیم دادگاه عالی انتاریو در سال ۲۰۱۶ نیوبولد استخدام کرده بود. عوامل مکعب سیاه نیز تامارا را به عنوان پیمانکار فرعی استخدام کردند. اسناد دادگاه همچنین نشان داد که "کاتالیست طرفی بود که در نهایت هزینه‌های مکعب سیاه را پرداخت کرد، که شامل "هزینه پایه ۱٫۵ میلیون دلاری، و در مجموع تا ۱۱ میلیون دلار آمریکا، پس از پاداش‌های احتمالی". کاتالیست ادعا کرد که آنها از نحوه «عملیات نیش زدن» بی اطلاع بودند.

### فعالیتهای دیگر
در ژانویه ۲۰۱۷، زامل با احمد الاسیری (که در ترور جمال خاشقجی دست داشت) و مایکل فلین مشاور ترامپ در رابطه با ایران ملاقات کرد. موضوع این نشست تغییر رژیم در ایران بود. استیو بنن و جرج نادر تاجر لبنانی-آمریکایی نماینده امارات متحده عربی در این نشست حضور داشتند.

### شوالیه سفید
بلومبرگ گزارش داد که در گروه بحث‌هایی برای تغییر نام خود به عنوان شوالیه سفید وجود دارد. وایت نایت یک آژانس اطلاعاتی خصوصی مستقر در فیلیپین است که توسط بلومبرگ به عنوان بخشی از مالکیت جوئل زامل گزارش شده‌است و توسط نیویورک تایمز گزارش شده‌است که با زامل ارتباط دارد. شوالیه سفید همراه با گروه سای که با کمبریج آنالیتیکا توافق کرده بود، با کمبریج آنالیتیکا و کمپین خروج از اتحادیه اروپا ارتباط دارد.
شوالیه سفید زمانی به شهرت رسید که جرج نادر برای کسب اطلاعات در مورد انتخابات ۲۰۱۶ به شرکت مراجعه کرد. این دومین باری بود که او با یک شرکت متعلق به زامل تماس گرفت، اولین مورد گروه سای بود که در یک جلسه در سطح بالا با نادر نماینده عربستان سعودی و امارات متحده عربی و مقامات ترامپ از جمله ترامپ جونیور و اریک پرینس صحبت شد. اریک پرینس، استفان میلر، برای کمک به نامزد وقت ترامپ برای تضمین انتخابات از طریق دستکاری رسانه‌های اجتماعی علیه رقبای خود. در دسامبر ۲۰۱۶، نادر ارائه‌ای از وایت نایت خرید که تأثیر کمپین‌های رسانه‌های اجتماعی را بر پیروزی ترامپ در انتخابات نشان می‌داد. نادر برای خدماتش دو میلیون دلار به زامل پرداخت کرد. شوالیه سفید اظهار داشت که در عملیات جهانی است. در ۲۲ اکتبر ۲۰۱۸، سناتور ریچارد بلومنتال نامه‌هایی به فیس‌بوک، گوگل، ردیت و توییتر ارسال کرد و از هر شرکتی در مورد شرکت‌های مرتبط با جوئل زامل از جمله شوالیه سفید، گروه سای و ویکی استرت و اینکه آیا آنها تبلیغات خریداری کرده‌اند یا از حساب‌های جعلی در پلتفرم‌های خود استفاده کرده‌اند، سؤال کرد.

## ساختار
ساختار گروه سای چند لایه بود. این شرکت یک حساب بانکی در قبرس تحت شرکتی به نام IOCO داشت که در یک مقطع متعلق به جزایر ویرجین بریتانیا، Protexer Limited و Cornell Enterprises SA بود که به نوبه خود توسط Salix Services AG مستقر در زوریخ اداره می‌شد. مالکیت IOCO سالانه تغییر می‌کرد. شرکت تابعه Protexer MGTM Financial Services Limited متعلق به گروه متروپل در مسکو است و توسط میخائیل اسلیپنچوک اداره می‌شود. گروه سای تحت نام شرکت اینوپ (Invop Ltd) فعالیت می‌کرد که در ۲۲ دسامبر ۲۰۱۴ تأسیس شد. اکثر کارمندان مستقر در اسرائیل از همان مدرسه ای بودند که جوئل زامل در آن تحصیل می‌کرد: مرکز بین رشته‌ای هرتزلیا.
کارگروه سای بین‌المللی بود. آنها در سال 2016 به دنبال دونالد ترامپ به عنوان مشتری بودند. گروه سای و مکعب سیاه به وزارت امور استراتژیک اسرائیل مراجعه کردند و خدمات خود را برای مبارزه با جنبش بایکوت، سلب سرمایه و تحریم ارائه کردند که رد شد. این وزارتخانه پیشنهاد گروه سای را رد کرد. در عوض کلا شلومو موفق بود.
اسکات مورتمن مشتریان آمریکایی گروه سای را مدیریت می‌کرد. مورتمن قبلاً مشاور دفتر نخست‌وزیر در اسرائیل بود و در حال حاضر برای گرینبرگ تراریگ LLP (جایی که مارک ال. موکاسی و رودی جولیانی هر دو با آنها کار کرده‌اند، جایی که هر دو نماینده دونالد ترامپ و موکاسی نماینده زامل هستند) کار می‌کند.

## مسائل حقوقی
یک چالش قانونی برای نگهداری داده‌های باقی‌مانده به جای پاک کردن اطلاعات مربوط به وست فیس کپیتال در رایانه‌هایی که توسط گروه سای استفاده می‌شد، وجود دارد. در ژوئن ۲۰۱۹ گزارش شد که دادگاه دادگستری منطقه مرکزی اسرائیل فرایند پشتیبان‌گیری رایانه‌ها را در یک جلسه غیرعلنی مسدود کرده‌است. قاضی ایریت واینبرپ نوتوویتز اعلام کرد که داده‌ها دانلود شده و به مدیر کل و گیرنده رسمی دولت داده خواهد شد. انحلال‌دهنده گروه سای، هایات گرینبرگ، و کالانیت هرملین ویگر، که نماینده گیرنده رسمی است، با پشتیبان‌گیری پزشکی قانونی مخالفت کردند.
گزارش شده‌است که کمیته اطلاعات سنا با تماس با رویی بورستین و جوئل زامل، دربارهٔ گروه سای تحقیق کرده‌است.